# 巨石人頭像

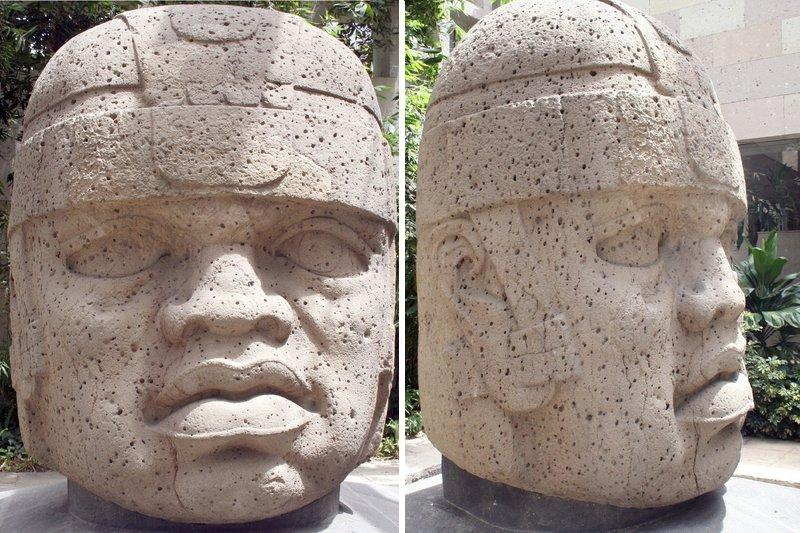
巨石人頭像、サン・ロレンソ記念碑1号のレプリカ。メキシコ、ハラパのベラクルス州立博物館にある。

巨石人頭像（きょせきじんとうぞう、Colossal Head）とは、メキシコ湾岸のオルメカ文化の遺跡に見られるネグロイド的風貌の人物の頭部を表現した巨大な石像のことをいう。「オルメカの頭」を意味するスペイン語のCabeza Olmeca（カベサ・オルメカ）、あるいは英語のOlmec Head（オルメク・ヘッド）の呼称で知られる。集落の境から出土している。
材質は玄武岩や安山岩で、最小のもので高さ147cm、最大のものでは340cmに達するが、大きさは概ね2mから3mである。ベラクルス州のサン・ロレンソで10個体、トレス・サポーテス (Tres Zapotes) で2個体、タバスコ州のラ・ベンタで4個体確認されているほか、ベラクルス州のCobataで1個体確認されている。サン・ロレンソの人頭石像は北方80kmのトウシュトラ（トゥクストラ）山塊から切り出して運ばれてきた石材が使用されている。
以前は、その風貌からアフリカとの交流説もあったが現在では受け入れられていない。頭の「ヘルメット」と呼ばれる浮き彫り文様が他の石碑や石彫などとの類似点が見られ、オルメカの歴代君主あるいは球戯の競技者（宗教的儀式として行なわれた）の肖像ではないか、という説が現在では有力になっている。ラ・ベンタで巨石人頭が少ないのは、全盛期である800B.C.-500B.C.でも後半に当たる時期に巨石人頭像をつくる習慣が廃れて、平面的な石彫をつくる習慣が生まれたと考えられている。またCobataのものは、目と口を閉じているという特徴があり、他の遺跡のものと性格が異なっている可能性がある。